# 파인 데드 걸스
파인 데드 걸스(Fine Mrtve Djevojke, Fine Dead Girls)는 크로아티아에서 제작된 달리보 마타니치 감독의 2002년 드라마, 스릴러 영화이다. 조조 파틀작 등이 제작에 참여하였다. 풀라 영화제에서 2002년 7월 초연되었다.

## 출연
- 크리시미어 믹키
- 잉게 아펠트
- 밀란 스트를직
- 야드란카 조키치

## 제작진
- 미술: 젤리카 부릭